# Salies-du-Salat
Salies-du-Salat – miejscowość i gmina we Francji, w regionie Oksytania, w departamencie Górna Garonna.
Według danych na rok 1990 gminę zamieszkiwały 2074 osoby, a gęstość zaludnienia wynosiła 305 osób/km² (wśród 3020 gmin regionu Midi-Pireneje Salies-du-Salat plasuje się na 172. miejscu pod względem liczby ludności, natomiast pod względem powierzchni na miejscu 1341.).